# 勢野北口站
勢野北口站（日语：／ Seyakitaguchi eki */?）是位於奈良縣生駒郡三鄉町勢野東四丁目3番50號，近畿日本鐵道的生駒線車站。車站編號為G26。

## 歷史
- 1926年（大正15年）10月21日 - 信貴生駒電鐵（日语：信貴生駒電鉄）山下站（現時：信貴山下站）至元山上口站之間開通，此站啟用[1]。
- 1964年（昭和39年）10月1日：近畿日本鐵道與信貴生駒電鐵合併。成為近鐵生駒線車站[1]。
- 2007年（平成19年）4月1日 - 車站可以使用PiTaPa[2]。
- 2012年（平成24年）12月21日 - 與元山上口站和龍田川站同時成為整日無人車站。

## 車站構造
此站是地面車站，設有1面1線的單式月台。前往王寺方向的列車會開啟右邊車門。前往生駒方向和王寺方向的列車停靠在同一月台。月台可容納4卡車廂。廁所位於閘口內。
此站是由王寺站管理的無人車站。此站設有可支援PiTaPa、ICOCA的自動閘機和自動補票機（支援回數票卡和IC卡增值服務）。

## 在此站上下車人次
以下列出近年來1日中上下車人次：
- 2018年11月13日：1,825人
- 2015年11月10日：1,896人
- 2012年11月13日：1,819人
- 2010年11月9日：1,951人
- 2008年11月18日：2,113人
- 2005年11月8日：2,226人

## 車站周邊
車站附近均為住宅區。
- 三鄉勢野東簡易郵局

## 相鄰車站
近畿日本鐵道
 生駒線
龍田川（G25）－勢野北口（G26）－信貴山下（G27）

## 注腳
1. 1 2  曾根悟（日语：曽根悟）（監修）. . 週刊朝日百科. 2号 近畿日本鉄道 1. 朝日新聞出版. 2010-08-22: 18. ISBN 978-4-02-340132-7 （日语）.
2. ↑   (pdf) (新闻稿). 近畿日本鐵道. 2007-01-30  [2016-03-13]. （原始内容存档 (PDF)于2016-08-07） （日语）.
3. ↑  駅別乗降人員 生駒線 （页面存档备份，存于）（日語） - 近畿日本鐵道

## 外部連結
- 勢野北口 - 近畿日本鐵道（日語）